# Apno
Apno – wieś w Słowenii, w gminie Cerklje na Gorenjskem. W 2018 roku liczyła 138 mieszkańców.